# جودیت آرکانا
جودیت آرکانا (به انگلیسی: Judith Arcana) نویسنده آمریکایی شعر، داستان، مقاله و کتاب است. او چهل سال معلم بود و از اوایل دهه 1980 نوشتن او در مجلات و گلچین‌ها منتشر شده‌است. وی به خاطر دو سال خدمات سقط جنین زیر زمینی در شیکاگو در جین کالکتیو، (1970-72)، فعال عدالت باروری بوده‌است. آرکانا به دلیل اصرار بر ماهیت ارگانیک سیاسی هنر و ادبیات قابل توجه است.

## زندگی شخصی
وی متولد ۵ فوریه ۱۹۴۳ در کلیولند، اوهایو، دختر آن سلیمان و نورمن روزنفیلد است. به دنبال مرگ آن روزنفیلد در مارس ۱۹۴۴، نورمن روزنفیلد در ژوئیه ۱۹۴۵ با آیدا اپستین ازدواج کرد. مادر شدن، شاید در نتیجه مرگ مادرش، یکی از موضوعات اصلی آرکانا بوده‌است. او در حال حاضر در پورتلند، اورگان زندگی می‌کند.

## حرفه
اولین شغل معلمی جودیت آرکانا در دبیرستانی بود که از آن فارغ‌التحصیل شد، دبیرستان نیلز تاون (بخش شرقی) در ایلینوی. او در بهار سال ۱۹۶۴ تدریس دانشجو خود را انجام می‌داد و در پاییز به عنوان یک معلم تمام وقت بازگشت. او تا بهار ۱۹۷۰ در نیلز تدریس می‌کرد، زمانی که هیئت مدیره مدرسه - علی‌رغم تصدی پست - او را به همراه دو معلم دیگر (جان پالم و نانسی تریپ) اخراج کرد. از نظر هیئت مدیره این سه نفر کاملاً نوآورانه و حتی خطرناک تلقی می‌شدند.
آخرین شغل تدریس وی در مدرسه تحصیلات تکمیلی اتحادیه بود (که از آن زمان به بعد تبدیل به مؤسسه و دانشگاه اتحادیه شد). او در اوایل سال ۱۹۸۹ به عنوان رئیس کار در آنجا شروع به کار کرد و در اوایل دهه ۲۰۰۰ به عنوان مأمور هیئت علمی دانشگاه را ترک کرد. در اتحادیه، آرکانا رئیس دانشکده تحصیلات تکمیلی، مدیر بنیانگذار مرکز زنان، مشاور دانشجویان دکترا بین رشته‌ای و دعوت کننده کنفرانس و سمینارهای مسکونی بود.
جودیت آرکانا سخنران مجرب و مجری کار خود با تجربه تلویزیونی / رادیویی و سالها نمایش در کتابفروشی‌ها، کالج‌ها و رویدادهای جامعه است. وی جوایز و کمک هزینه‌هایی از هنرهای ادبی اورگان، صندوق یادبود باربارا دمینگ / پول برای زنان، بنیاد پوفین، مرکز بایگانی راکفلر و دانشکده دکتری دانشکده تحصیلات تکمیلی اتحادیه و همچنین اقامتگاه‌ها و بورس‌های تحصیلی از راگدیل، ساپستون، و پناهگاه هنرمندان مونتانا، پناهگاه مسا و بنیاد هلن وورلیتزر دریافت کرده‌است.
او ادبیات، نوشتن و موضوعات بین رشته‌ای در آموزش داده شده‌است مطالعات زنان در دبیرستان، کالج‌ها، کتابخانه‌ها، اتاق نشیمن، زندان ایالتی و یک زندان شهرستان. او دارای مدرک دکترا در ادبیات (دانشگاه لویولا شیکاگو ۱۹۸۹)، کارشناسی ارشد در رشته مطالعات زنان (گودارد کالج ۱۹۷۹)، آموزگاری شهری در طب پیشگیری (دانشگاه ایلینوی دانشکده پزشکی ۱۹۷۳) و لیسانس زبان انگلیسی (دانشگاه شمال غربی ۱۹۶۴).
در سال‌های ۲۰۰۸–۲۰۰۹، آرکانا با انتشارات Ash Creek Press در پورتلند، اورگان همکاری کرد تا سری Ash Creek Series را چاپ کند: یک نسخه زیبا و امضا شده و شماره دار که تاشو از پنج شعر کوتاه (POEMS)، یک نسخه خطی در یک پاکت کارتون - شاید خود زندگی‌ترین کار او تاکنون (مشاغل خانوادگی)، و دوره ۴ انگلیسی، یک مجموعه شعر دربارهٔ مهاجرت و مضامین مرتبط، که عمدتاً در صدای دانش آموزان دبیرستان صحبت می‌شود.
آرکانا در فیلم تاریخ فمینیستی «او زیباست وقتی عصبانی است» حضور دارد.
او علاوه بر ظاهر کاملاً نمایشی، تهیه‌کننده مشاور فیلم درام تاریخی <i id="mwNg">Ask for Jane۲۰۱۸ (  درخواستی برای جین</i>) است. این فیلم بر اساس مجموعه جین ساخته شده‌است.

## نویسندگی
مجموعه شعر آرکانا (مادرت چطور)(۲۰۰۵) شعرها و مونولوگ‌هایی را بررسی کند که مجموعه ای از مضامین مادری را شامل سقط جنین، فرزندخواندگی، سقط جنین و بیوتکنولوژی زایمان و همچنین تجربه روزانه مادرانه می‌کند. در بررسی خود از مجموعه در وابستگی (نگاه کنید به منابع)، مرل هافمن شعرهای آرکانا را «نقشه‌هایی از سفرهای روان‌شناختی و فیزیولوژیک داخلی» توصیف می‌کند که تجربه نامگذاری نشده (سقط جنین) را «با غزلی شجاعانه، شور و تصویری خلاقانه» برآورده می‌کند.
دو کتب منثور و دربارهٔ مادر بودن -دختران مادر (۱۹۷۹)و پسر هر مادری(۱۹۸۳) تحلیل فمنیستی رادیکال هستند؛ سال‌هاست در ایالات متحده، کانادا و بریتانیا هردو مورد مطالعه و تفکر قرار گرفته‌است. داستان زندگی گریس پلی، زندگی‌نامه ادبی، مطالعه جودیت درمورد نویسنده /فعال محبوب و بسیار مورد تحسین است که در ماه اوت سال ۲۰۰۷ در گذشت. مصاحبه‌های اولیه، تحقیق و پیش نویس مربوط به ان کتاب رساله دکترای وی است.

## آثار منتشر شده

### طول کتاب
- اگر مادر شما، گوشن: مطبوعات آبی کاسنی، ۲۰۰۵شابک ‎۱−۸۸۷۳۴۴−۱۱-X
- داستان‌های زندگی گریس پلی، بیوگرافی ادبی، تبلیغات: انتشارات دانشگاه ایلینویز، ۱۹۹۴، ۱۹۹۳شابک ‎۰−۲۵۲−۰۶۴۴۷-X
- هر پسر مادری، ایالات متحده و انگلیس: مطبوعات زنان، ۱۹۹۶، ۱۹۹۲؛ سیاتل: Seal Press، ۱۹۸۶؛ لندن: مطبوعات زنان، ۱۹۸۳؛ نیویورک: Doubleday، ۱۹۸۳ ،شابک ‎۰-۹۳۱۱۸۸-۳۹-۳
- دختران مادران ما، ایالات متحده و انگلستان: مطبوعات زنان، ۱۹۹۶، ۱۹۹۲؛ برکلی: مطبوعات بی شرمانه هوس، ۱۹۸۶، ۱۹۷۹؛ لندن: مطبوعات زنان ،شابک ‎۰-۹۱۵۲۸۸-۳۸-۹

### دیگر
- گفتگوی دو جودیت - مجله ECLECTICA، دوره ۱۳، شماره ۳ - تابستان ۲۰۰۹
- دوره ۴ انگلیسی (سری Ash Creek) 2009شابک ‎۰-۶۱۵-۲۸۱۸۳-۴
- مکاتبات و مردی که درختان را دوست دارد + آنچه پرندگان می‌گویند، نویسندگان Dojo (آنلاین) پایان ژانویه ۲۰۰۹
- موضوعی از مطالعات فمینیستی واقعیت، پاییز ۲۰۰۸
- هیچ ستاره ای وجود ندارد و اگر من به شما بگویم و نه در آستانه‌های چین، پاییز / زمستان ۲۰۰۸
- یک تخم مرغ قهوه ای گلگون Oregonian 10/5/08
- شما ممکن است دربارهٔ وضعیت من و مقاله ویرایشگر مهمان درخت خرمالو (آنلاین) پاییز ۲۰۰۸ شنیده باشید
- کلاغ‌ها، Junctures 2008
- POEMS - نسخه تاشو، امضا شده / شماره دار (سری Ash Creek) 2008
- مشاغل خانوادگی - چاپ مقاله در پاکت نامه (سری Ash Creek) 2008
- Midrash on Falling , Bridges بهار ۲۰۰۸
- حقایق زندگی و مقاله کوچک نامه به جهان، ۲۰۰۸
- Past Lives Passager زمستان ۲۰۰۸
- در کارتهای شکوفه (بصورت آنلاین) شماره ۱، ۲۰۰۸
- لوییس ، س bالات شکوفه دار (بصورت آنلاین) # ۱، ۲۰۰۸ * The Woman Siding Next With Death شکوفا (بصورت آنلاین) شماره ۱، ۲۰۰۸
- یادآوری گریس از پشت، جلد ۳۷، شماره ۲/۳ ۲۰۰۸
- هر زمان که به آن می‌آیم و با استفاده از شعر به عنوان قطب‌نما پل‌های پیاده‌روی می‌کنم، اواخر سال ۲۰۰۷ + پل‌های ۱۲/۲-پاییز
- هشت مقاله کوچک در چتر، اواخر سال ۲۰۰۷ (آنلاین)
- خندیدن و فکر کردن در همان زمان درخت خرمالو (آنلاین) ۱۵/۱۲/۰۷
- برگ شعر، شماره مادران جوان، مجله ARM 9/1، ۲۰۰۷
- شماره مادران جوان سلیا از ARM Journal 9/1، اواخر ۲۰۰۷
- For All the Mary Catholics White Ink، اواخر سال ۲۰۰۷
- Felony Booking White Ink، اواخر سال ۲۰۰۷
- پل‌های ملی و عمومی، پاییز ۲۰۰۷ (۱۲/۲)
- شواهد حکایت از تأثیر آزادی زنان بر کودکان پسر ۵:۰۰ صبح، تابستان ۲۰۰۷ (شماره ۲۶)
- مگی پاسخ می‌دهد سؤال خاله سیلویا درخت خرمالو، ژوئن 2007 مجله Persimmontree | 23 | پاییز ۲۰۱۲
- بزرگان چتر خود را تکرار می‌کنند، تابستان 2007[۱]
- نه مثل آن چتر، تابستان ۲۰۰۷
- استودیو Musee des Beaux Arts (غرب بیشتر، بعداً برای دیوید)، 2007 1/1[۲]
- کودک گفت چمن استودیو، ۲۰۰۷ ۱/۱
- مردی که استودیو درختان را دوست دارد، ۲۰۰۷ ۱/۱
- ۸۶ در Diner، ۲۰۰۷ جلد ۶
- برف، آن چیزی که انتظار داشتم سقوط نکند، ۲۰۰۷
- Birth Days Passager Winter، ۲۰۰۷ (و در وب سایت آنها بهار / تابستان ۲۰۰۷)